# Tuticanus Capito
Tuticanus Capito (sein Praenomen ist nicht bekannt) war ein im 2. Jahrhundert n. Chr. lebender Angehöriger des römischen Ritterstandes (Eques). In dem Militärdiplom von 152 wird sein Name als Tuticanius Capito angegeben.
Durch ein Militärdiplom, das auf den 5. Dezember 152 datiert ist, ist belegt, dass Capito 152 Präfekt der in Ravenna stationierten römischen Flotte (classis praetoria Ravennas) war. Weitere Diplome, die auf den 6. Februar 158 und den 7. Februar 160 datiert sind, belegen, dass er von 158 bis 160 Präfekt der in Misenum stationierten Flotte (classis praetoria Misenensis) war.